# Ala II Asturum
El Ala II Asturum fue una unidad auxiliar del ejército imperial romano del tipo ala quinquagenaria.
Fue reclutada en el siglo I entre el pueblo recién conquistado de los astures y casi con toda seguridad, entre los moradores de Oppidum Noega. Posiblemente fuese destinada de guarnición en Panonia, se tiene constancia de esta unidad en el año 122 como parte del ejército de Britania y otra vez en 126. 
Tuvo un posible campamento en Bremetenacum, la actual Ribchester en Lancashire, durante el siglo II. En el año 181 tiene su cuartel en Cilurnum (actual Chesters, Northumberland), donde vuelve a registrarse su presencia en la Notitia Dignitatum alrededor del año 400.